# L'altra dimensione
L'altra dimensione (Sole Survivor) è un film TV del 2000, diretto da Mikael Salomon, tratto dal romanzo Sopravvissuto (Sole Survivor, 1997) di Dean Koontz. 
È stato distribuito in lingua italiana per l'home video su VHS.

## Trama
Joe Carpenter ha perso la moglie Michelle e la figlioletta Nina, vittime di un incidente aereo. A un anno di distanza dal disastro, incontra al cimitero una giovane che sta scattando delle foto alle loro lapidi. La donna è inseguita da uomini armati, e prima di fuggire dice a Joe di non disperare.
L'indomani, facendo delle ricerche al computer, Joe Carpenter scopre che la misteriosa donna è Rose Tucker, la cui foto figura tra quelle delle vittime dell'incidente aereo. Nello stesso momento, riceve la telefonata di una certa Demi, una intermediaria di Rose che gli indica dove e quando potrà rivederla. Carpenter decide di far visita ad altri familiari delle vittime; alcuni di loro hanno già conosciuto Rose restandone entusiasti, ma stranamente finiscono poi, almeno in apparenza, col suicidarsi.
Inseguito da uomini che mostrano di volerlo eliminare, Carpenter prosegue le proprie ricerche, nella speranza che anche i suoi familiari, come Rose, possano essere ancora vivi. Assiste all'omicidio di una testimone dell'incidente aereo, che gli aveva parlato di una donna e una bambina rimaste illese.
Quando incontra di nuovo Rose Tucker, questa gli spiega di essere una ex-ricercatrice di un progetto segreto per la creazione di cloni dai poteri paranormali. L'aereo è stato fatto precipitare da un bambino, chiamato 89-58, che ha il potere di manovrare la volontà degli individui. Rose aveva preso quell'aereo con una bambina chiamata 21-21, che ha la facoltà di guarire le persone e di far loro vedere l'aldilà, ma che stava per essere uccisa dai responsabili del progetto, interessati solo a produrre cloni facilmente manovrabili per scopi militari. Rose era fuggita con 21-21 per salvarla, e la bambina ha trasportato entrambe in un'altra dimensione, mentre il velivolo precipitava, per il breve tempo necessario ad evitare l'impatto mortale.
Carpenter capisce così che non potrà più vedere i suoi familiari in questa vita, ma dopo aver trovato 21-21 e averla portata al sicuro, diventa per lei un padre e la chiama Nina, come la figlia scomparsa. La bambina, grazie ai suoi poteri, lo rende consapevole che i suoi cari gli saranno sempre vicini.